# In Rainbows
Pour les articles homonymes, voir Rainbow.
Albums de Radiohead
Com Lag (2plus2isfive)
(2004) The Best Of
(2008)
In Rainbows est le septième album du groupe de rock britannique Radiohead. Il est sorti le 10 octobre 2007 en téléchargement, et un coffret contenant un disque supplémentaire a été mis en vente dans le commerce le 31 décembre 2007.
Comme le groupe n'est plus sous contrat avec EMI, il tente une expérience inédite : l'album en version MP3 est téléchargeable gratuitement sur leur site internet avec la possibilité de faire un don. Si le téléchargement est accompagné d'un don, la somme de 45 pences s'ajoute au montant initial dont la valeur est laissée à la discrétion du client.
Le site Gigwise.com indique qu'à la date du 12 octobre 2007, l'album a été téléchargé 1,2 million de fois à un prix moyen de 1 £. Radiohead réalise ainsi un coup de marketing fulgurant.
D'après un sondage du Times, la somme moyenne versée s'élève à 4 £ parmi les payeurs, et un tiers des acheteurs n'a rien payé, ramenant la somme moyenne déboursée à 2,66 £.
Au début de 2008, l'album est distribué sur support physique par ATO Records aux États-Unis, et XL Recordings dans le reste du monde. Il parvient en tête de plusieurs classements, notamment le Billboard 200. En février 2008, In Rainbows est la troisième œuvre de Radiohead à recevoir le Grammy Award du meilleur album de rock alternatif.

## Enregistrement
Arrivés au terme de leur contrat avec EMI depuis la parution en 2003 de Hail to the Thief, le groupe préféra délaisser un temps leurs activités pour se tourner vers des projets plus personnels : Thom Yorke enregistra son premier solo, The Eraser (2006), Jonny Greenwood écrivit les bandes originales des films Bodysong (2006) et There Will Be Blood (2007).
Parallèlement, le retour en studio, autour de mars 2005, se montra difficile. Le groupe se sépara d'abord de Nigel Godrich, leur producteur de longue date, et suivirent des tensions internes qui incita presque les membres à un véritable split temporaire. Le producteur Mark Stent fut réquisitionné un temps à partir de décembre 2005 mais la collaboration ne porta pas ses fruits.
Les enregistrements filmés en direct via webcam et dispensés sur leur site DeadAirSpace.com montrèrent que les sessions s'éternisaient : « Nous avons passé un long moment en studio à errer, on perdait notre temps et c'était extrêmement frustrant, explique Thom en 2006. Il fallait qu'on retrouve un certain challenge, les choses ont bougé, et on a décidé de repartir en tournée ».
Fort de plusieurs compositions presque achevées (voire complètement, telle Nude écrite en 1998), le groupe pu donc les expérimenter en live dès mai 2006 et canaliser la pression qui pesait autour de l'album. « On s'échappe du studio, et tout le monde devient soudainement plus spontané, laissant de côté ses problèmes d'égo. On prend du bon temps et on travaille 5 ou 6h par jour. On a l'impression d'avoir de nouveau 16 ans ».
Reprenant le chemin des studios en septembre 2006, le groupe retrouve Godrich et emménage dans le Tottenham Court House, un manoir abandonné dans la région du Wiltshire autour duquel les membres logeront de manière modeste dans des caravanes. L'ambiance se dégageant de ces locaux aura un impact notable sur les compositions : « Une atmosphère très étrange [...], ça ressemblait à un centre de désintoxication, raconte Thom dans une interview radio en 2008. Abandonné était un euphémisme ; des trous dans le sol, le toit fuyait, les fenêtres n'avaient plus de volets. [...] Je ne saurais dire si c'était hanté, mais c'était vraiment très étrange. Le genre d'endroit où tu ne préfères pas traîner ».
L'enregistrement s'y déroulera sur tout l'automne de 2006, avec des parties supplémentaires effectuées dans les Hospital studios de Godrich, dans les quartiers londoniens de Covent Garden (notamment pour la chanson Reckoner).
En janvier 2007, le groupe reprend ses activités sur Dead Air Space et publie en ligne le nouveau matériel. Le mastering final aura lieu en juillet, à New York, et l'album paraîtra en ligne, selon les conditions exprimées par le groupe, le 10 octobre 2007.

## Téléchargement à prix libre
Les membres de Radiohead et leurs managers qui ont eu l'idée en octobre 2007 de proposer cet album en téléchargement en pay-what-you-want (prix libre), ne sont historiquement pas les premiers à avoir mené une telle démarche. Dès 1998, par exemple, Prince lançait son single The War sur internet en demandant aux acheteurs de payer la somme qu'il désiraient en vue de la reverser à des œuvres caritatives, mais bien loin du retentissement  planétaire de cette opération menée neuf ans plus tard, et généralement qualifiée comme une véritable révolution dans l'industrie discographique et un modèle à suivre pour les autres artistes, mais aussi comme une menace pour la carrière de milliers d'artistes moins réputés dont la musique ne vaudrait du coup plus rien.
Après la sortie de Hail To The Thief en 2003, Radiohead  rompt son contrat avec EMI, décidé à ne plus travailler avec ce que l'on nomme les Majors, et à prendre le contrôle total de ses œuvres et de leur distribution. Thom Yorke explique comment est venue l'idée de ce téléchargement à prix libre : « Tous les disques que nous avons sortis ces dernières années ont été piratés et mis sur la Toile avant leur parution. Donc pourquoi ne pas le faire nous-mêmes ? De cette façon on en gardait le contrôle et tout le monde pouvait l'écouter le même jour », a-t-il expliqué. Proposé sur la « Toile » le 10 octobre 2007, In Rainbows est téléchargé environ 1,5 million de fois la première semaine. Entre 40 et 60 % des internautes n'auraient rien déboursé, tous les autres offrant une somme d'environ 5 euros avec à l'arrivée, des revenus très importants pour le groupe, avant même la sortie « physique » de leur septième album. « Nous ne possédions pas auparavant les droits digitaux de notre musique et nous touchions environ 1 livre (1,4 euro) par album vendu. Là, nous percevons la totalité de la somme », observe alors Thom Yorke.
Comme l'explique le New Musical Express en 2012 : « In Rainbows a constitué un moment d'une importance et d'une influence considérable, inspirant les groupes d'aujourd'hui pour deux raisons. La première, c'est que cela a montré que la meilleure réponse au piratage est d'explorer de nouvelles voies, légales, de mettre la musique entre les mains des fans. Ne vous attardez pas sur la méthode, ce prix libre honnête, voyez y juste un exemple de Radiohead cherchant de nouvelles voies. La deuxième raison, c'est que ce disque n'a en aucun cas tué l'idée qu'il fallait payer pour la musique. Ce qu'il a fait cependant, c'est de montrer que cette idée pour distribuer un album était attendue depuis longtemps. Pas seulement parce que les gens voulaient payer moins ou rien du tout, mais parce que beaucoup d'entre eux voulaient payer plus ! ».
Le retentissement de cette opération ne s'arrête pas là. À la sortie du disque en format CD, en janvier 2008, In Rainbows grimpe directement à la première place du Billboard 200 aux États-Unis, comme en Grande-Bretagne, et dans de nombreux autres pays, notamment la France.
Finalement, comme l'a expliqué l'éditeur de Radiohead Warner Chappell, « Le groupe a gagné plus d'argent avant même la sortie physique de In Rainbows qu'il ne l'avait fait en totalité pour l'album précédent Hail To The Thief ». Il comptabilise en octobre 2008 plus de trois millions de ventes sous tous les formats, dont plus de 100.000 pour le coffret spécial à 80 dollars, environ 1,75 million pour le CD, et tout le reste en vente digitale,. Après OK Computer en 1998 et Kid A en 2001, In Rainbows est par ailleurs le troisième album de Radiohead à recevoir en février 2008 le Grammy Award du meilleur album de rock alternatif.

## Liste des titres

### Album original
Toutes les chansons sont écrites et composées par Radiohead.
| No  | Titre                                     | Durée |
| --- | ----------------------------------------- | ----- |
| 1.  | 15 Step                                   | 3:57  |
| 2.  | Bodysnatchers                             | 4:02  |
| 3.  | Nude                                      | 4:15  |
| 4.  | Weird Fishes/Arpeggi (aka Arpeggi)        | 5:18  |
| 5.  | All I Need                                | 3:48  |
| 6.  | Faust Arp                                 | 2:09  |
| 7.  | Reckoner                                  | 4:50  |
| 8.  | House of Cards                            | 5:28  |
| 9.  | Jigsaw Falling Into Place (aka Open Pick) | 4:09  |
| 10. | Videotape                                 | 4:39  |

### Disque bonus
La version coffret de l'album contient un disque supplémentaire, ainsi que des artworks réalisés par Stanley Donwood.
| No | Titre              | Durée |
| -- | ------------------ | ----- |
| 1. | MK1                | 1:04  |
| 2. | Down is the New Up | 4:59  |
| 3. | Go Slowly          | 3:48  |
| 4. | MK2                | 0:53  |
| 5. | Last Flowers       | 4:26  |
| 6. | Up On The Ladder   | 4:17  |
| 7. | Bangers and Mash   | 3:20  |
| 8. | 4 Minute Warning   | 4:05  |

## Détails des pistes[25]
De nombreux morceaux étaient déjà connus du public, du fait de la tournée organisée pendant la période d'enregistrement et des publications en ligne via Dead Air Space qui permettaient de suivre en direct l'avancement du groupe. Le site était constamment mis à jour avec des dessins réalisés par le graphiste du groupe, Stanley Donwood, lesquels contenaient d'énigmatiques paroles que l'on retrouvera tout au long de l'album.
L'ouverture 15 Step fait écho aux rythmes entêtants retrouvés sur Hail to the Thief (comme sur There There ou Sit Down, Stand Up). Le groupe s'est rendu à la Matrix Music School d'Oxford pour enregistrer un groupe d'enfants tapant dans leurs mains.
Le riff de Bodysnatchers était déjà bien connu du public, faisant partie des produits initialement finis de l'album lors du départ en tournée en 2006, le groupe en dispensera plusieurs versions lors des premières interprétations publiques, dont une allongée de deux couplets. Selon Thom, « c'est la rencontre de Neu! avec le hippy-rock de Dodgy. Ca sonne aussi comme ce nouveau groupe australien, Wolfmother, que j'aime beaucoup ». Lyriquement, l'inspiration lui est venue de l'adaptation cinématographique d'un roman d'épouvante, The Stepford Wives autour duquel s'articule ce concept de pilleur de tombes : « Lorsque ta conscience se retrouve prise au piège sans possibilité de connexion avec ce qui t'entoure » ajoutera-t-il en interview,. Elle atteindra la 8e place des charts américains lors de sa parution en single, le 23 février 2008, devenant la chanson la mieux classée du groupe aux États-Unis depuis 1993 et détrônant ainsi Creep.
En préparation depuis la période Ok Computer (fin 1996), la ballade Nude initialement Big Ideas (Don't Get Any), était censée être finalisée sur Kid A mais fut maintenue à l'état de démo, apparaissant de temps à autre dans les setlists du groupe ou plus souvent lors de shows solos de Thom. Longtemps restée sans titre, cette untitled prit vite un caractère incontournable pour les fans qui la réclamèrent à chaque concert avant de la voir finalement incluse sur un album. Le 1er avril 2008, alors que la chanson parait en single, le groupe proposa au public un concours de remix en dispensant les différentes pistes du morceau sur son site officiel.
Weird Fishes/Arpeggi - ou plus simplement Arpeggi - est très représentative de l'album. Jonny Greenwood égrène un arpège comme fil conducteur, pendant que les différentes couches d'effets viennent s'ajouter à la structure initiale.
Issue également d'un longue période de gestation, All I Need passera au travers de nombreux essais de paroles qui seront publiés au fur et à mesure sur Dead Air Space. Jonny voulait recréer ce bruit blanc généré par « un groupe jouant très fort dans une pièce close, de manière chaotique ». Il a ainsi enregistré un orchestre entier de cordes maintenant chaque note de la gamme, donnant cet aspect brumeux en production finale. La chanson sera utilisée par MTV pour une campagne de sensibilisation sur l'exploitation des enfants.
Courte ballade sur fond de cordes et de guitare acoustique, Faust Arp (clin d’œil équivoque au groupe allemand Faust) marque un temps dans l'album par son aspect dépouillé.
Reckoner (dans lequel on retrouve la ligne In Rainbows) est un morceau complètement retravaillé suivant le groupe depuis 2001, époque à laquelle il revêtait un aspect résolument rock (alors appelé Feeling Pulled Apart by Horses, un titre dont le riff sera repris par Thom pour un single qu'il publiera en 2009 sous le même nom). Notable pour sa ligne vocale en falsetto, il délivre également un jeu de guitare qui sera reconnu comme un hommage au picking caractéristique de John Frusciante, guitariste des Red Hot Chili Peppers.

## Musiciens
Radiohead
- Thom Yorke
- Jonny Greenwood
- Colin Greenwood
- Ed O'Brien
- Phil Selway

Autres musiciens
- The Millennia Ensemble – cordes
- Matrix Music School – chœurs sur 15 Step

## Certifications
| Pays                  | Certification | Unités certifiées |
| --------------------- | ------------- | ----------------- |
| Belgique (BEA)        | Or            | 15 000            |
| Canada (Music Canada) | Platine       | 100 000           |
| États-Unis (RIAA)     | Or            | 500 000           |
| Royaume-Uni (BPI)     | Platine       | 300 000           |